# Estado de Melekeok

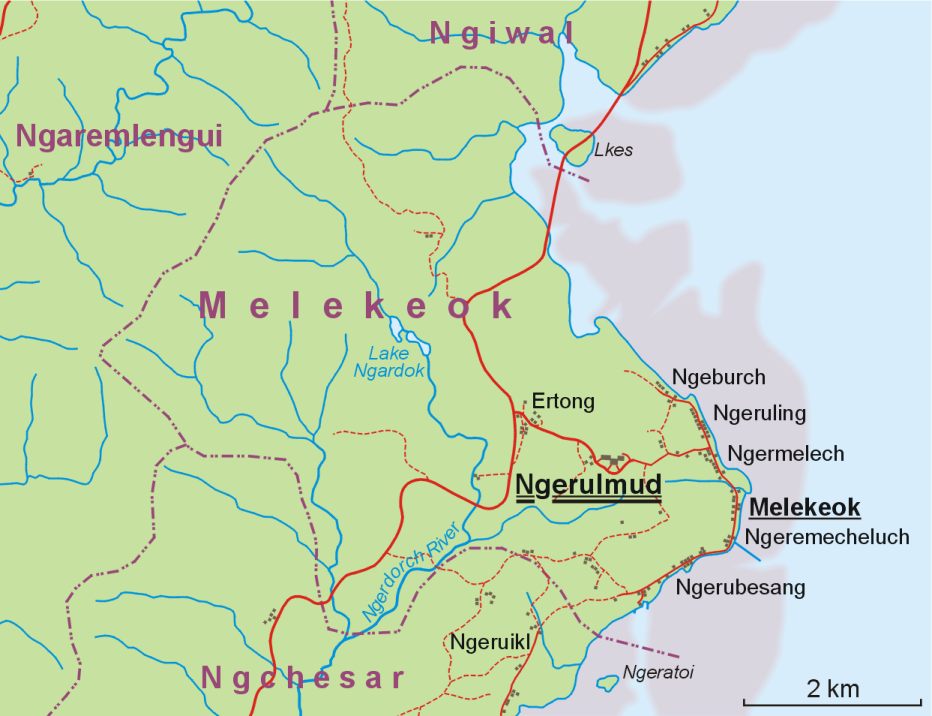
Mapa topográfico del estado de Melekeok.

Melekeok es uno de los 16 estados de Palaos un país de Oceanía.

## Geografía
Está ubicado en la costa este de la isla más grande de Palaos, Babeldaob, específicamente entre los estados de Ngchesar al sur y Ngiwal al norte. Tiene un área de 11 km² y una población de 391 habitantes.
Su capital es la ciudad de Melekeok. En el estado se ubican otras seis villas: Ertong (20 hab.), Ngeburch (34 hab.), Ngeremecheluch (38 hab.), Ngermelech (5 hab.), Ngerubesang (12 hab.) y Ngeruling (21 hab.).
Melekeok tiene el cuerpo de agua dulce más grande de Micronesia, el lago Ngardok (4,93 km²), que tiene una pequeña población de cocodrilos marinos.
Las costas del estado consisten en largas playas y bosques de manglares; el interior está formado por pantanos, colinas empinadas y onduladas cubiertas de escasa vegetación en el interior, y espesos bosques a lo largo de los flancos orientales de la divisoria Rael Kedam.

### Organización territorial
El Estado de Melekeok está formado por ocho pueblos habitados: Ngeburch, Ngeruling, Ngermelech, Melekeok, Ngerubesang, Ngeremecheluch, Ertong, Ngerulmud. El capitolio del estado se encuentra en el asentamiento de Ngerulmud. El complejo del Capitolio de la República de Palaos está situado en una colina, al noroeste del pueblo de Melekeok.

## Gobierno y Política
El estado de Melekeok, con una población inferior a 300 habitantes, tiene un jefe ejecutivo elegido, el gobernador. El estado también tiene una legislatura elegida cada cuatro años. La población del estado elige a uno de los miembros de la Cámara de Delegados de Palaos. La ciudad de Ngerulmud con 271 habitantes que también se encuentra dentro de este estado es desde el 7 de octubre de 2006 la nueva capital de Palaos, reemplazando a Koror para tal fin se construyó un nuevo Capitolio con un costo de 50 millones de dólares estadounidenses, en parte financiado por ayuda internacional.

## Demografía
Según el censo de 2005, en el Estado de Melekeok residían 391 personas, distribuidas en siete pueblos, siendo Melekeok el más grande. La nueva capital, Ngerulmud, no se había establecido en el momento del censo.
- Melekeok (271)

- Ertong (20)

- Ngeburch (34)

- Ngeremecheluch (38)

- Ngermelech (5)

- Ngerubesang (12)

- Ngeruling (21)

## Educación
El Ministerio de Educación gestiona diversas escuelas públicas.
La escuela primaria de Melkeok consta de un edificio de dos plantas.
La Escuela Secundaria de Palau, en el estado de Koror, es la única escuela secundaria pública del país, por lo que los niños de esta comunidad acuden a ella.

## Turismo

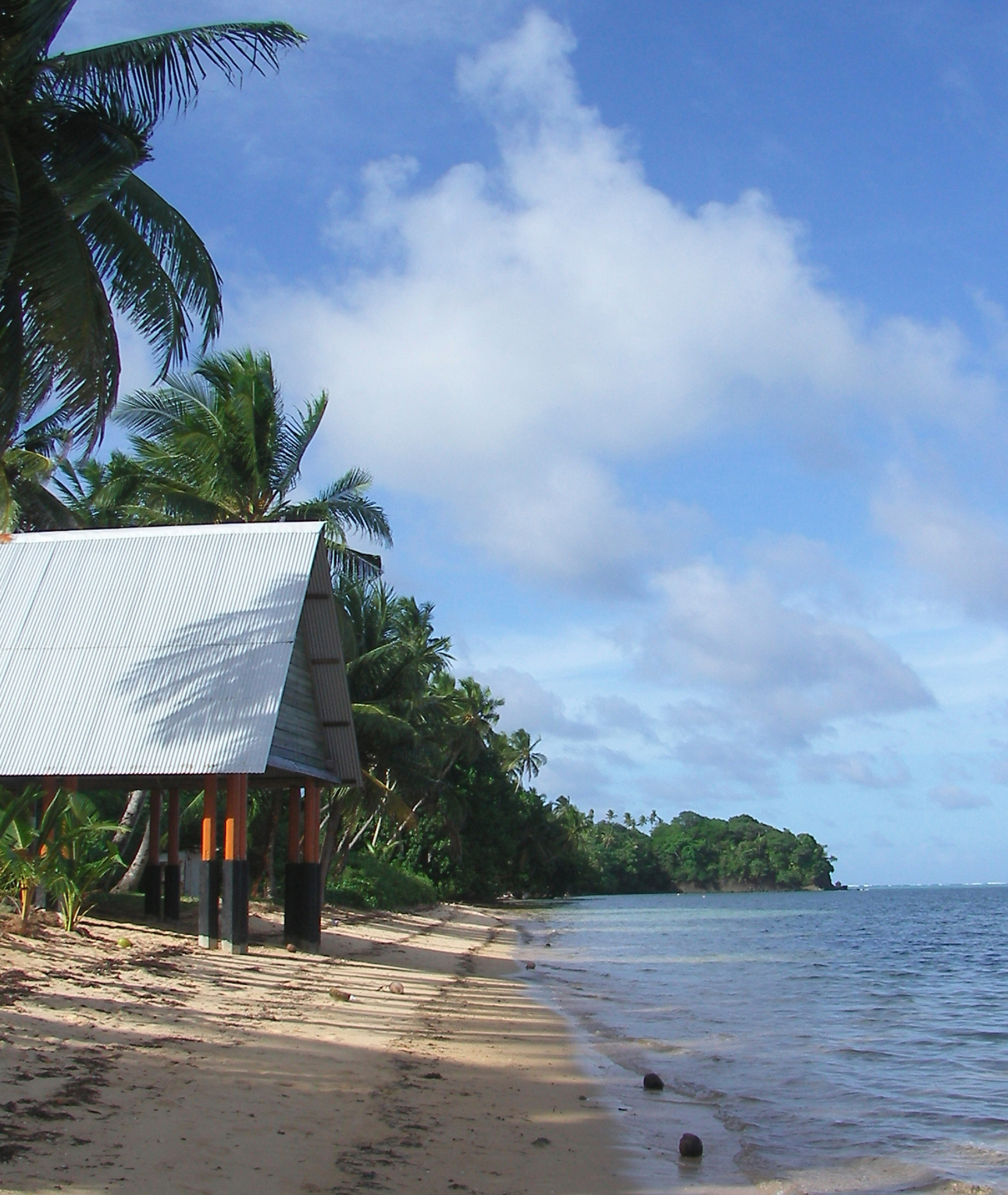
Playa del Estado de Meleleok

Aparte de sus bellezas naturales y el Capitolio existen diversos lugares de interés registrados:
- Odalmelech (dioses de Ngermelech tallados en piedra), pueblo de Ngermelech
- Meteu el Klechem, pueblo de Melekeok
- Did el Bad er a Beriber (antiguo puente de piedra del muelle), pueblo de Melekeok
- Sitio Ngermecheluch, Ngerang
- Bai el Melekeong/Euang el Chades (el Bai de Melekeok y su plataforma de cuatro), pueblo de Melekeok
- Lomech er Ngii el mora Ngeremecheluch (antiguo camino de piedra), Pueblo de Melekeok